# Niš
Niš je grad u Srbiji, treći najmnogoljudniji nakon Beograda i Novog Sada.
Nalazi se na rijeci Nišavi, a prema popisu stanovništva iz 2011. godine ima 260.237 stanovnika.
Jedan je od najstarijih gradova na Balkanu.

## Upravna podjela
Niš je administrativni centar Nišavskog okruga.
Godine 2004. grad Niš podijeljen je na 5 gradskih općina:
- Medijana,
- Palilula,
- Crveni Krst,
- Pantelej i
- Niška Banja.

Svaka od navedenih općina čini dio grada Niša i u njoj se obavljaju određeni poslovi lokalne samouprave utvrđeni Statutom grada. Osim toga, svaka općina dalje se dijeli na četvrti. U sustav Grada Niša osim navedenih općina ubraja se i još 68 prigradskih naselja, najveća gradska naselja su Palilula, Ledena stena, Bubanj, Durlan, Čalije, Trošarina, Delijski Vis, Kovanluk, Duvanište i Tutanović podrum.
Površinom najveća općina je Crveni krst (181 četvorni kilometar), dok najviše stanovnika ima Medijana (88.010, prema popisu iz 2011. godine). Također, Medijana čini gradsku jezgru i u potpunosti je okružena s druge četiri općine.

## Zemljopis

### Položaj
Grad je smješten u Niškoj kotlini, s obje strane rijeke Nišave, nedaleko njezina ušća u Južnu Moravu. Okružen je brdima Hum, Vinik i Kamenički vis na sjeveroistoku, dok se na južnoj strani grada nalaze Gorica i Bubanj. Prometnice koje vode moravskom dolinom kod Niša račvaju se prema jugu (prema Solunu i Ateni) te prema istoku (prema Sofiji i Istanbulu). Uži centar grada nalazi se na 194 m nadmorske visine (kod Spomenika u centru). Najviša točka grada je Sokolov kamen (1.523 metara) na Suvoj planini, a najniža (173 metra) kod naselja Trupale, na ušću rijeke Nišave. Područje Grada Niša obuhvaća površinu od 596,71 četvornih kilometara.

### Klima
Niš ima umjereno-kontinentalnu klimu, pri čemu je srednja godišnja temperatura 11,4 °C. Najtopliji mjesec je srpanj, s prosječnom temperaturom od 21,3 °C, a najhladniji siječanj, s prosječnom temperaturom od -0,2 °C. U prosjeku, godišnje padne 589,6 mm kiše i snijega po kvadratnom metru. Prosječan broj kišnih dana je 123, a snježnih 43. Najveća zabilježena temperatura u povijesti iznosila je 44,2 °C, dana 24. srpnja 2007., a najniža -23,7 °C, dana 25. siječnja 1963. Maksimalna količina padalina zabilježena je 5. studenog 1954. i iznosila je 76,6 mm. Najveća debljina snježnog pokrivača iznosila je 62 cm, u vremenu od 23. do 25. veljače 1954. Klimatske promjene Niša prati meteorološka postaja koja se nalazi u niškoj tvrđavi na 202 metra nadmorske visine, a podatke o promjenama vremenskih uvjeta prikuplja još od 1889. godine.

## Povijest

### Prapovijest
Temeljem arheoloških iskapanja može se zaključiti da je područje na kojem se danas nalazi Niš bilo naseljeno ljudskim zajednicama još od srednjeg paleolitika (100 000 – 30 000 god. pr. n. e.). Ostatci iz paleolitika, pronađeni na lokalitetu Kremenac čuvaju se u arheološkoj zbirci Narodnog muzeja u Nišu. Iz vremena brončanog doba pronađene su grobnice u Medoševcu i veliko naselje koje se nalazi pored antičkog nalazišta Medijana. Otkrića na prapovijesnom lokalitetu Bubanj i Velika humska čuka govore da je ondje postojala naseobina u vremenu do 5.800 - 5.500 godina prije nove ere. Najstariji sloj pripada neolitiku.
Naziv grada najvjerojatnije potječe iz doba kada su njime vladali Kelti. Prema najčešće navođenoj tezi o etimološkom porijeklu imena grada, Nišu su ime dali Kelti, Navisos, sa značenjem Vilin grad. Također, smatra se da je Niš jedno od mogućih mjesta na kojima se nalazila grčka mitološka Nisa, naseljena nimfama, gdje je Dionis odrastao i po kojoj je dobio ime.

### Stari vijek
Rimljani su osvojili grad tijekom Dardanijskih ratova, u 1. stoljeću prije nove ere. Grad se razvio kao strateška raskrsnica te vojno i trgovačko središte u ondašnjoj provinciji Gornjoj Meziji. U vrijeme Rimskog Carstva grad nosi ime Nais (Naissus), što je romanizirani naziv grčkog imena Naisos (Naissos). Već u 2. stoljeću nove ere Nais je bio dovoljno poznat grad da ga Klaudije Ptolemej u svojoj Geografiji spominje kao jedan od četiri najveća grada Dardanije. 33. godine nove ere Rimljani su izgradili put Via militaris koji je prolazio kroz Nais.
Kasnije, u rujnu 268. godine rimska vojska predvođena carem Galijenom te dvojicom budućih careva, glavnim zapovjednikom Markom Aurelijem Klaudijem te zapovjednikom konjice Aurelijanom sukobila se s Gotima kod Naisa u najkrvavijem okršaju 3. stoljeća, poznatom pod imenom bitka kod Niša. Tom prilikom ubijeno je između 30.000 i 50.000 Gota, a smatra se i da je tom pobjedom osigurano postojanje Zapadnom rimskom carstvu još dva naredna stoljeća.
U antičkom je gradu Naisu 27. veljače u razdoblju između 271. i 273. godine (nije moguće točno utvrditi podatak) rođen sin vojnog zapovjednika Konstancija Klora i krčmareve kćeri Flavije Julije Helene budući car Konstantin Veliki. U rodnom gradu car Konstantin I. izgradio je carsku vilu Medijana, oko koje su pripadnici tadašnje aristokracije podigli svoje vile. Danas je taj prostor važno arheološko nalazište, koje je 1979. godine proglašeno za arheološko nalazište od izuzetnog značaja. Mozaični podovi i drugi ostaci carskog luksuza čuvaju su u muzeju na Medijani.
Godine 284., kada je car Dioklecijan odvojio Dardaniju od Gornje Mezije i učinio je zasebnom oblašću, Nais je postao glavni grad ove rimske provincije.
Tijekom 4. stoljeća osnovana je eparhija u Naisu, čime je Nais postao jedan od važnih vjerskih centara u Rimskom Carstvu. Bazilika iz 4. stoljeća u Naisu jedna je od najstarijih kršćanskih spomenika na svijetu. Također, tijekom 4. i 5. stoljeća episkopi iz Naisa: Gaudencije, Bonos, Markijan, Gajan i Projekt, ostavili su trag u kršćanskom učenju.
Odličan strateški položaj i bogatstvo Naisa učinili su ga čestom metom napada mnogih naroda. Iako je car Julijan Apostat ojačao zidove oko Naisa i pretvorio ga u dobro utvrđen grad, Nais je često osvajan, spaljivan i razaran. Huni su Nais zaposjeli 442. godine i potpuno ga uništili. Sljedeće razaranje je bilo 448., a zatim i 480. godine.

### Srednji vijek, razdoblje do osmanske vladavine
Prokopije u svom djelu O građevinama piše kako je car Justinijan I. obnovio Nais, sagradio 32 nova utvrđenja, koja navodi s nazivima, i obnovio 7 utvrđenja. Pored ovoga, Prokopije u dijelu O ratovima izvještava i o prvim provalama Slavena preko Dunava u okolinu Naisa oko 550. – 551.
Prve seobe Slavena i Avara dogodile su se u drugoj polovini 6. stoljeća. Tijekom 6. i 7. stoljeća slavenska plemena su osam puta pokušala zauzeti Nais. Konačno, u napadu 615. godine napadači su zauzeli grad i većina romanskog stanovništva je pobjegla ili je nestala. Tragovi romanskog stanovništva Naisa ostali su u lokalnom vlaškom stanovništvu.
U 9. stoljeću gospodar Niša postao je bugarski car Simeon.

### Osmanska vladavina
Osmanlije su pod Muratom osvojile i opljačkale Niš 1386. godine, nakon 25 dana opsade.
Godine 1443. Niš se ponovo našao u rukama Srba i despot Đurađ Branković predao ga je Đorđu Mrnjavčeviću. Kršćanske vojske predvođene ugarskim vojskovođom Janošem Hunjadijem zajedno sa srpskim despotom Đurađ Brankovićem pobijedile su Turke i potisnule ih do Sofije tijekom tzv. Duge vojne. Važna bitka odigrala se kod Niša, koji je ostao slobodan grad još godinu dana nakon ovih događaja.
Niš pod osmansku vlast ponovno je pao 1448. godine i ostao u Osmanskom Carstvu sljedećih 245 godina. Tijekom ovog vremena Niš je bio jedno od sjedišta turske vojne i civilne vlasti, a najduže se nalazio u Smederevskom pašaluku.
Tijekom Velikog turskog rata 24. rujna 1689. godine kod Niša se dogodila bitka u kojoj je turska vojska teško poražena, nakon čega su Austrijanci, pod zapovjedništvom kneza Badenskog, prvi put ušli u Niš. Oni su 1690. godine na ostacima srednjovjekovnog utvrđenja izgradili dvije jake utvrde po projektu talijanskog inženjera Peronija te im dali imena car Leopold i carica Leonora. Nakon neuspjeha u daljim pohodima austrijske snage su se povukle u Niš. Ipak, 8. rujna 1690. godine, nakon 25 dana borbi, austrijski grof Guido Schtremberg kapitulirao je i predao grad Turcima.
Nakon tursko-austrijskog rata 1717. godine i gubitka Beograda, Niš dobiva dodatnu važnost. Sultanovom poveljom od 19. veljače 1719. godine započela je izgradnja velike tvrđave u Nišu. Niš postaje središtem Beglerbegluka Rumelije, tj. turskih posjeda u Europi. Niška tvrđava, koja je tada sagrađena (1719. — 1723.), a i dalje predstavlja jednu od najljepših i najbolje očuvanih građevina takve vrste u jugoistočnoj Europi.
Godine 1737. Niš je zauzela i okupirala austrijska vojska. Turci su se, također bez borbe, 18. listopada 1737. godine ponovno vratili u Niš. Oba austrijska poraza i povlačenja iz Niša praćena su velikim odmazdama nad kršćanskim stanovništvom, uništavanjem crkava i manastira, masovnim pogubljenjima, mučenjem i odvođenjem u roblje. Godine 1737. izgrađena je Hasan-begova džamija.

### 19. stoljeće
Tijekom Prvog srpskog ustanka, ustanička vojska doprla je do Niša tek 1809. godine, krećući se prema Kosovu. Karađorđe je predlagao da se na Niš krene s cjelokupnom vojskom, ali su ostali vojskovođe tražili da se Niš napadne s četiri bojišta, kako je na kraju i bilo, a 31. svibnja iste godine dogodila se i bitka na Čegru. Poslije krvavih borbi, po nalogu Huršid-paše, tadašnjeg zapovjednika Niša, od glava srpskih vojnika poginulih na Čegru izgrađena je kula, po čemu je jedinstvena u svijetu. Nazvana je Ćele-kula, a u nju su uzidane 952 lubanje srpskih vojnika kao opomena Srbima. Nad kulom je 1892. podignuta kapela koja danas čuva 58 preostalih lubanja.
Početkom travnja 1841. godine u niškom, leskovačkom, pirotskom i vranjskom kraju izbila je buna protiv Turaka, poznata kao Milojeva i Srndakova buna, koju su predvodili Miloje Jovanović i Nikola Srndak. Središte ustanka nalazio se u selu Kamenica kraj Niša. Buna je ugušena u krvi, nakon samo 20-ak dana.
Administrativnom podjelom Osmanskog carstva 1846. godine stvoren je Niški pašaluk, a 1864. pripojen je Dunavskom pašaluku kada je Niš postao centar Niškog sandžaka.
Borbe za oslobođenje Niša od turske vlasti počele su 29. prosinca 1877. godine. Knez Milan Obrenović ušao je u grad 11. siječnja 1878. godine. Člankom 3. Sanstefanskog sporazuma Niš je pripojen Kneževini Srbiji. U vremenu od oslobođenja do Majskog prevrata Niš je često nazivan druga prijestolnica Srbije.
Nakon mnogih godina sukoba stanje se stabiliziralo i grad se postupno počeo razvijati. Godine 1884. izgrađena je željeznička pruga između Niša i Beograda. Prva telefonska govornica u Nišu otvorena je 1901., a 1908. godine izgrađena je hidroelektrana snage 670 kW (900 konjskih snaga) na rijeci Nišavi u Ostrovici.

### 20. stoljeće
Dana 7. prosinca 1914. godine Narodna skupština je na zasjedanju u Nišu donijela tzv. Nišku deklaraciju o ujedinjenju Srba, Hrvata i Slovenaca. Prva bugarska armija zauzela je grad 6. studenog 1915., a samo dva dana kasnije Bugari su formirali Moravsku vojno-inspekcijsku oblast. U siječnju 1918. godine razvojem situacije na terenu postaje očito da je bugarska okupacija kratkog vijeka i da će se srpska vojska vratiti u želji da zauzme grad, što se i dogodilo 18. listopda iste godine, a provele su ga snage Prve srpske armije na čelu s vojvodom Petrom Bojovićem.
Od 1929. do 1941. godine Niš je bio sjedište Moravske banovine.
Nakon pristupanja Kraljevine Jugoslavije Trojnom paktu 25. ožujka 1941. godine, dva dana kasnije izbijaju masovne demonstracije. U Travanjskom ratu vojna zračna luka kod Medoševca bombardirana je 6., dok je sam grad bombardiran 8. travnja. Njemačka Prva tenkovska grupa, pod zapovjedništvom feldmaršala Kleista, 7. travnja s područja Bugarske napreduje sjeverozapadno prema Nišu i Beogradu. Okupacija Niša trajala je od 1941. do 1944. godine. Na početku okupacije u Nišu je otvoren prvi nacistički sabirni logor u Jugoslaviji, iz kojeg će kasnije oko 12.000 logoraša biti odvedeno i pogubljeno na stratištu Bubanj. Dana 12. veljače 1942. logoraši su organizirali masovan bijeg tako što su goloruki jurišali na naoružane njemačke čuvare i bodljikave žice kojima je logor bio opasan. Događaj je poznat pod nazivom proboj logora na Crvenom Krstu. Tom je prilikom oko stotinu ljudi pobjeglo i priključilo se partizanima, a stotinu i pedeset ostalo je na žicama. O ovom događaju snimljen je i film imena Lager Niš (1987. godine, u režiji Miomira Stamenkovića). Tijekom 1943. i 1944. godine Niš je 15 puta bio meta savezničkih zrakoplova te je u napadima teško oštećen. Dana 14. listopada 1944. Niš su zauzele partizanske snage.
Godine 1975. Niš je postao središte Niške regije, a od 1992. i Nišavskog upravnog okruga. 
Tijekom NATO-ova bombardiranja 1999. godine Niš je bio česta meta napada vojnih zrakoplova, pri čemu su uništena brojna industrijska postrojenja i zračna luka. Grad je ukupno bio bombardiran 40 puta, a poginulo je 56 ljudi, dok je više od 200 ozlijeđeno. Kao sjećanje na žrtve podignuta je Spomen kapela u parku pored Tvrđave.

### 21. stoljeće
U listopadu 2009. godine Srbija i Rusija potpisale su dogovor o otvaranju regionalnog centra za izvanredne situacije u Nišu, koji bi trebalo biti završen do 2012. godine. Njegova osnovna namjena je brza i efikasna spasilačka reakcija u slučaju poplava, požara ili potresa, ali bi, u okviru njega, postojali i timovi za razminiravanje terena. Planira se da ovaj centar pokriva područje Jugoistočne Europe.

## Stanovništvo
Godine 1900. Niš je imao 24.573 stanovnika. Po prvom popisu nakon Prvog svjetskog rata, godine 1921., u gradu je živjelo 28.625 ljudi. Prvi popis nakon Drugog svjetskog rata proveden je 1948., kao i u ostalim dijelovima tadašnje Jugoslavije, a broj stanovnika iznosio je 109.280. Razlog naglog povećanja pučanstva bilo je pomicanje administrativnih granica grada, tako da je grad Niš sada obuhvaćao veći prostor (uključujući prigradska naselja) nego je to bio slučaj proteklih godina. U budućim godinama Niš će zabilježiti svoj najveći rast stanovništva. Godine 1991., za vrijeme raspada SFRJ, područje grada Niša imalo je 245.182 stanovnika, a samo naseljeno mjesto Niš 173.250 stanovnika. Broj stanovnika od tada pa do danas uglavnom stagnira.
Posljednji popis izvršen je 2002. godine. Prema dobivenim podacima Grad Niš imao je 250.518 stanovnika, a naseljeno mjesto Niš, dakle uže područje grada Niša, 173.724 stanovnika. U tome je Srba 162.380 - 93,47 %, Roma 4.461 - 2,56 %, Crnogoraca 747 - 0,42 %, Bugara 679 - 0,39 %, Jugoslavena 605 - 0,34 %, Makedonaca 601 - 0,34 %, Hrvata - 0,21 %, svi ostali ispod 0,1%. Međutim, vjeruje se kako je stvarni broj stanovnika veći, a razlog su nekoliko tisuća doseljenih Srba nakon što su izbili nemiri na Kosovu. Tako procjene iz 2008. govore o 182.209 stanovnika u naseljenom mjestu Niš te oko 252.000 stanovnika na području Grada Nša. Što se tiče nacionalne pripadnosti, 93,47% pučanstva čine Srbi, drugi su Romi s 2.6%, a slijede Crnogorci, Bugari, Jugoslaveni, Hrvati i Makedonci; svi s manje od 1%. Prosječna starost pučanstva iznosi 39,4 godine.

## Gospodarstvo
Tijekom osmanske vladavine glavni su nositelji gospodarske aktivnosti bili obrtnici. Prve tvornice pojavile su se neposredno nakon završetka osmanske vlasti 1878. godine, posebice nakon izgradnje željezničke pruge prema Beogradu. Gospodarstvo se tada modernizira, a kao primjer se može navesti otvorenje prve banke, godine 1881.
Prije Drugog svjetskog rata započeo je razvoj tekstilne, strojarske i duhanske industrije. Procvat niškog gospodarstva dogodio se u vremenu od 1960. do 1990. godine. U to vrijeme razvili su se giganti: Elektronska industrija Niš, Duvanska industrija Niš, Mašinska industrija Niš, Niteks, Vulkan, Niška pivara, Niška banka, Nišpromet i Angropromet. Tijekom tih godina Niš je imao jako razvijeno gospodarstvo, tako da je 1981. godine BDP po glavi stanovnika bio 110% u odnosu na jugoslavenski prosjek.
Od 1989. godine počinje drastičan pad industrijske proizvodnje tako da do 2000. ona pada za čak 50%, a najveći padovi zabilježeni su 1993. (37%) i 1999. (25,6%). Jedina tvornica koja je povećala proizvodnju bila je Duvanska industrija Niš, koja je imala monopolski položaj na tržištu SR Jugoslavije. Početkom devedesetih izgrađeni su TC Kalča, TC Ambasador, TC Dušanov bazar, TC Zona 1, 2 i 3 i podzemni prolaz. Ovo je značajno povećalo površine uredskog i multifunkcionalnog poslovnog prostora u Nišu, gdje se otvorio veliki broj malih tvrtki, pa se tako pružila mogućnost da se ublaži kriza.
Nakon 2000. godine dolazi do lančanog oporavka gospodarske aktivnosti, ali ispod državnog prosjeka. Najuspješnije grane industije pored duhanske industrije su trgovina i građevinarstvo.

## Promet

### Prometna važnost Niša
Niš se oduvijek nalazio na raskrsnici balkanskih i europskih puteva. Još u antičko vrijeme pored Naisa je prolazio rimski put Via militaris, kasnije nazvan Carigradski drum, koji je spajao rimske gradove Singidunum (današnji Beograd) i Konstantinopol (ili Carigrad, a današnji Istanbul).
Niška zračna luka imena Konstantin Veliki izgrađena je 1910. i druga je zračna luka po važnosti u Republici Srbiji. Osim toga, danas gradom prolaze važne međunarodne ceste, a Niš je i regionalna raskrsnica željezničkih pruga u ovom dijelu Europe.
Glavna prometnica je autocesta koja dolazi iz pravca Beograda i nastavlja prema jug prema Solunu i Ateni. Druga važna prometnica je cesta E80, koja od Jadranskog mora i Prištine vodi prema Dimitrovgradu, Sofiji, Istanbulu i dalje prema Bliskom istoku. U Nišu se odvaja i put prema sjeverozapadu (E771), prema Zaječaru, Kladovu i Drobeta-Turnu Severinu u Rumunjskoj.

### Javni gradski prijevoz
Javni gradski prijevoz odvija se isključivo autobusima, a sastoji se od 13 linija. Tramvajski sustav prijevoza postojao je od 16. studenog 1930. do 10. kolovoza 1958. godine.

## Kultura i obrazovanje
Niš je najznačajnije kulturno središte jugoistočne Srbije. Gradsko narodno kazalište (srp. Народно позориште) osnovano je 1887. i jedno je od najstarijih u zemlji, kao i Simfonijski orkestar. Kazalište lutaka započelo je s radom 1951., a 1977. grad mu je dodijelio zgradu s dvoranom od 212 sjedećih mjesta.
U gradu se tijekom cijele godine održavaju kulturne manifestacije, kao npr.: Festival glumačkih ostvarenja Filmski susreti, Nimus – Niške glazbene svečanosti - festival ozbiljne glazbe (obje manifestacije nosile su predznak jugoslavenski i predstavljale važan kulturni događaj u SFRJ), džez festival Nišvil, glazbeni festival Nisomnija, Sajam knjiga u Nišu, međunarodni festival amaterskih korova Horske svečanosti, Majska pesma (festival dječje glazbe) i druge.
Nacionalna biblioteka Stevan Sremac u Nišu osnovana je 1879., a Sveučilišna biblioteka Nikola Tesla 1967. godine.
Pored biblioteka i muzeja, ostale institucije kulture u Nišu također su: Povijesni arhiv, Niški kulturni centar (NKC), Studentski kulturni centar, akademski list Presing, internet portal NišKafe.
U obližnjem Sićevu nalazi se najstarija likovna kolonija u zemlji - Međunarodna likovna kolonija Sićevo, koju je osnovala slikarica Nadežda Petrović, a također i Književna kolonija „Sićevo“, koju organizira NKC. Pojedini dijelovi grada imaju svoje festivale poput Pantelejskog vašara i Palilulskih večeri.
Narodni muzej osnovan je 1933. i danas posjeduje oko 40.000 izložaka; značajne su arheološke kolekcije iz prapovijesti i rimski predmeti iz Medijane; u muzeju su predstavljeni i eksponati iz Srednjeg vijeka i novijeg doba.
Ostali povijesni muzeji su: arheološka nalazišta Nais i Medijana, brdo Čegar i Ćele-kula. Nekadašnji Sabirni logor Crveni Krst danas ima memorijalnu postavku.
Grad Niš ima i Galeriju suvremene umjetnosti, Galeriju Sinagoga, Galeriju 77, Galeriju NKC i Paviljon u Tvrđavi, te izložbeni prostor Časničkog doma u Nišu.
Prva svjetovna osnovna škola osnovana je 1830. godine na inzistiranje niških trgovaca i obrtnika kod kneza Miloša da omogući nastavu na srpskom jeziku. Tako godine 1830. knez Miloš u Niš šalje svog pisara Spiridona Jovanovića, koji održava svjetovnu nastavu na srpskom jeziku usprkos protivljenju svećenika. Kako se broj učenika povećavao, Spiridon Jovanović odabrao je svog najtalentiranjijeg učenika Atanasija-Tasu Petrovića, tada tek sedamnaestogodišnjaka, te ga obučio za učitelja.
Kasnije se zaoštravanjem odnosa između Turske i Kneževine Srbije otežava položaj učitelja i učiteljica u gradu. Objavljuje se naredba da se u Niš ne mogu dovoditi učitelji i učiteljice iz Srbije. Godine 1861. u školskoj zgradi podmetnut je požar i zgrada izgara do temelja. Nova zgrada izgrađena je 1863./64. godine na mjestu stare i nazvana je Muška narodna škola.
Prva niška gimnazija osniva se nepunu godinu poslije oslobođenja Niša od Turaka, 27. rujna 1878. godine, po nalogu kneza Milana Obrenovića. Učiteljska škola u Nišu osnovana je 1882., a 1894. i viša djevojačka škola. Prvi fakulteti u Nišu počinju s radom 1960. godine pri Beogradskom sveučilištu, a Sveučilište u Nišu osniva se 1965. godine. Danas u njegovu sklopu djeluje 13 fakulteta, od kojih se dva nalaze izvan grada.
Niško sveučilište se sastoji od sljedećih fakulteta:
- Ekonomski fakultet
- Fakultet elektroničkog inženjerstva
- Strojarski fakultet
- Medicinski fakultet
- Učiteljski fakultet u Vranju
- Pravni fakultet
- Prirodno-matematički fakultet
- Tehnološki fakultet u Leskovcu
- Fakultet umjetnosti
- Fakultet zaštite na radu
- Fakultet športa i tjelesnog odgoja
- Filozofski fakultet

U gradu se nalaze tri studentska doma, a važno je navesti i podatak kako je obrazovanje građana Niša iznad prosjeka Srbije.
Od 2017. u Nišu djeluje kulturna udruga Hrvata Široko.

## Turizam
Zahvaljujući Niškoj Banji, posebnom balneološkim centru u neposrednoj blizini grada, ali i bogatoj i burnoj povijesti te lijepoj prirodi, turistička ponuda Niša i gradske okoline okoline pruža velike mogućnosti za kupališni, lječilišni, poslovni i kongresni turizam. Podatak iz 2008. govori kako je ukupan broj turista bio te godine iznosio oko 85.000.
Poznati niški povijesni spomenici su: 
- Niška tvrđava (vojno utvrđenje iz vremena osmanske vladavine, 17. stoljeće)
- Medijana (arheološko nalazište iz rimskog doba, 3. – 4. stoljeće)
- Logor Crveni krst (jedan od rijetko očuvanih logora iz Drugog svjetskog rata)
- Bubanj (spomen park na stratištu streljanim građanima u Drugom svjetskom ratu)
- Ćele-kula (jedinstven spomenik iz 19. stoljeća s lubanjama srpskih ustanika iz bitke na Čegru, uzidanima u zidove građevine)
- Spomenik osloboditeljima Niša (spomenik posvećen oslobođenju Niša od Turaka i domoljubima iz Prvog svjetskog rata)
- Spomenik Aleksandru Ujedinitelju (spomenik posvećen kralju Aleksandru Karađorđeviću)
- Kazandžijsko sokače (stari urbani dio grada u današnjoj Kopitarevoj ulici, izgrađen još polovinom 18. stoljeća)
- Starokršćanska bazilika sa martirijumom u Jagodin-maloj (4. stoljeće)
- Ranokršćanska grobnica s freskama (kraj 6. stoljeća)
- Spomen kapela (podignuta žrtvama NATO-ova bombardiranja 1999. godine)
- Prapovijesni lokalitet Bubanj (arheološko nalazište iz doba neolitika)

Poznata niška izletišta i prirodni lokaliteti su:
- Niška Banja (termalno lječilište, udaljeno 10 km od centra grada, u podnožju Koritnjaka, ogranka Suve planine)
- Čair (gradski park s bazenom i sportskim terenima)
- Kamenički vis (izletište i skijalište blizu Niša, na 805 – 814 m nadmorske visine)
- Sićevačka klisura (uzak dio doline Nišave, 14 km uzvodno)
- Oblačinsko jezero (prirodno jezero na 20 km od Niša, blizu naselja Oblačina, u podnožju Malog Jastrepca)
- Banja Topilo (male toplice udaljene 25 km od Niša)
- Cerjanska pećina
- Jelašnička klisura
- Bojanine vode
- Suva planina

## Šport
U gradu postoji preko 200 športskih klubova u više od 30 športskih grana, koji okupljaju preko 15.000 registriranih športaša. Najstariji nogometni klub u Nišu nastao je 1918. godine - FK Sinđelić, a najpoznatiji je Radnički, koji je osnovan 1923. godine. FK Car Konstantin osnovan je 1932., a OFK Niš 1968. godine. Jedna od osam Okružnih liga u Srbiji je Prva Niška liga u kojoj nastupa 16 klubova, uglavnom iz Niša. Najtrofejniji ženski nogometni klub u SFRJ, SR Jugoslaviji, Srbiji i jugoistočnoj Europi jest ŽFK Mašinac, osnovan 1970. godine a posjeduje i svoj stadion na Delijskom Visu.
U drugoj polovini 20. stoljeća izuzetno popularan bio je Boksački klub Radnički, koji je osnovan 1947. godine, a šezdesetih i sedamdesetih godina bio je jedan od najboljih boksačkih klubova u SFRJ. Godine 1951. bio je prvak Srbije, 1952. osvaja Boksački kup NR Srbije, zatim 1955. postaje po treći put prvak Srbije i ulazi u Saveznu boksačku ligu. Godine 1956. osvaja drugo mjesto u Prvoj saveznoj ligi. To isto ponovit će sljedećih godina do 1960. godine, a onda 1961. postaje prvakom Jugoslavije.
Osim gore navedenog, Niš ima dugogodišnju tradiciju dobrih rukometnih klubova, kao što su RK Železničar i ŽRK Naisa. Pored toga značajnu ulogu u srbijanskom športu imaju i KK Ergonom i VK Niš, ali i Atletski klub "Železničar", koji je imao dobre dugoprugaše i maratonce. Streljački klub „Niš 1881“ je srbijanskom, a ranije i jugoslavenskom streljaštvu, podario mnoge prvake.

## Poznate osobe
- Mihovil Kombol (1883. – 1955.), hrvatski književnik, književni povjesničar i prevoditelj

## Vanjske poveznice
- Službena stranica grada Niša
- Niška galerija suvremene likovne umjetnosti  Arhivirana inačica izvorne stranice od 1. listopada 2013. (Wayback Machine)
- Web stranice Srpskog narodnog kazališta u Nišu
- Niški dnevni list: Narodne Novine